# Lepidologie
Die Lepidologie (Schuppenkunde) ist ein Spezialgebiet der Ichthyologie (Fischkunde) und beschäftigt sich mit Bau und Funktion der Schuppen.

## Forschungsbereiche
Die Lepidologie beschäftigt sich mit verschiedenen Fragen der Zoologie und Physiologie, die sich anhand der Erforschung der Schuppen klären lassen. Bei den meisten Fischarten kann beispielsweise anhand von Zuwachsringen das Alter der Fische bestimmt werden.
Die Anordnung der Schuppen bei schnell schwimmenden Haien vermindert die turbulente Wandreibung beim Schwimmen, was ihre Fortbewegungsgeschwindigkeit erhöht beziehungsweise Energie beim Schwimmen einspart. Die fein gerillte Haifischhaut, die mit Placoidschuppen besetzt ist, diente daher Strömungsforschern bei Windkanalversuchen als Vorbild zur Optimierung von widerstandsarmen Oberflächen, die auf Verkehrsflugzeugen eingesetzt werden können. Dies ist ein häufig zitiertes Beispiel für das Gebiet der Bionik.